# VK Jug Dubrovnik
Der VK Jug Dubrovnik (kurz: Jug) CO ist ein Wasserballverein in Dubrovnik. Die Abkürzung CO als Anhängsel im Namen des Clubs steht für den Hauptsponsor Croatia osiguranje (=Versicherung). Das VK im Namen steht für vaterpolski klub Jug (dt. Wasserball Klub Süd).

## Geschichte
Gegründet wurde der Verein 1923. Wasserball genießt seitdem den höchsten sportlichen Stellenwert im Dubrovniker Sport. Eine umfangreiche Jugendarbeit und das professionelle Umfeld haben aus Jug – gemessen an der Trophäenanzahl – einen der erfolgreichsten Wasserballvereine der Welt gemacht. Die Heimstätte ist das vollständig umgebaute Wasserball- und Schwimmstadion im Ortsteil Dubrovnik-Gruž, welches über ein Cabrio-Dach verfügt und Platz für mehr als 2.500 Zuschauer bietet.

## Gegenwart
Bereits zu Zeiten der ersten jugoslawischen Liga gehörte der VK Jug zu den Spitzenklubs, die auch europaweit große Erfolge erzielen konnten. Heute ist er noch vor dem Hauptstadtklub VK Mladost Zagreb das erfolgreichste Team in Kroatien. Die Meisterschaften der ersten kroatischen Wasserballliga (1. Vaterpolska Liga) und der Pokalwettbewerb der letzten Jahre werden unter diesen beiden Teams ausgetragen.
6 Spieler des Weltmeisters von Melbourne 2007, der kroatischen Nationalmannschaft, gehörten zum Kader von Jug.
7 Spieler des Olympiasiegers von London 2012, der kroatischen Nationalmannschaft, gehörten zum Kader von Jug.
In der Saison 2008/09 wurde neben den nationalen Meisterschaft mit der Adriatischen Wasserballliga eine überregionale Liga gegründet.

## Erfolgreichste Saison
In den Jahren 2006 und 2016 konnte der Verein mit der nationalen Meisterschaft, dem nationalen Pokal, der Euroliga der Landesmeister und dem europäischen Supercup alle möglichen Triumphe erringen.

## Erfolge
| Verein                            | Anzahl Titel | Jahr |
| --------------------------------- | ------------ | --- |
| Landesmeister                     | 36           | 1925, 1926, 1927, 1928, 1929, 1930, 1931, 1932, 1933, 1934, 1935, 1936, 1937, 1940, 1949, 1950, 1951, 1980, 1981, 1982, 1983, 1985, 2000, 2001, 2004, 2005, 2006, 2007, 2009, 2010, 2011, 2012, 2013, 2016, 2017, 2018 |
| Landespokalsieger                 | 16           | 1981, 1983, 1994, 1996, 2000, 2002, 2003, 2004, 2006, 2007, 2008, 2009, 2015, 2016, 2017, 2018 |
| Europapokal der Landesmeister     | 4            | 1980, 2001, 2006, 2016 |
| Europapokal der Landespokalsieger | 2            | 1975, 1999 |
| LEN Trophy                        | 1            | 2000 |
| Europäischer Supercup             | 1            | 2006, 2016 |

## Spieler (Auswahl)
- Hrvoje Kačić
- Lovro Štakula
- Luka Ciganović
- Antonio Milat
- Slobodan Trifunović
- Đuro Savinović
- Luka Vezilić
- Boško Lozica
- Božo Vuletić
- Veselin Ðuho
- Goran Sukno
- Ognjen Kržić
- Elvis Fatović
- Tamás Molnár